# Sutter's Mill

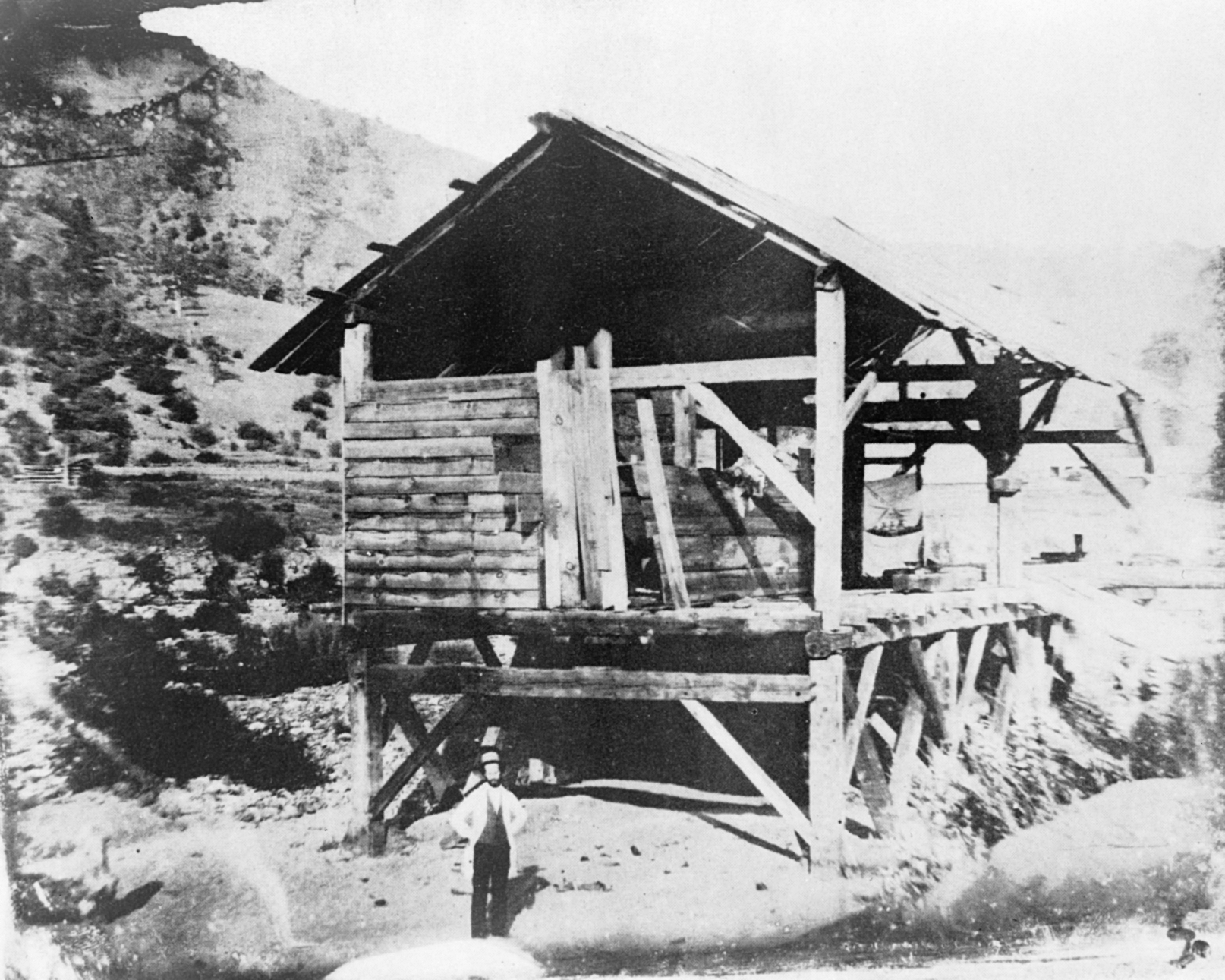
Sutter's Mill em 1850.

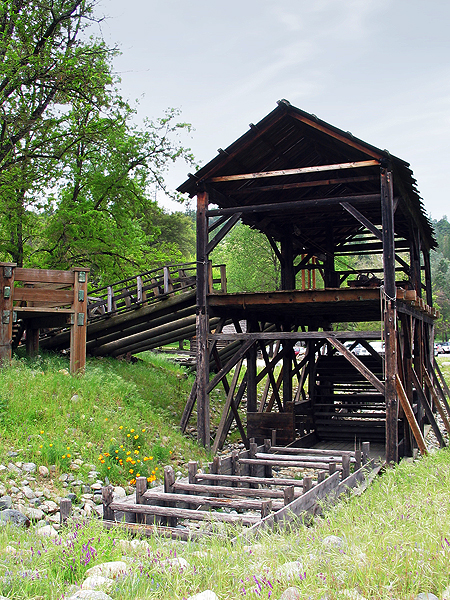
Reconstrução moderna.

Sutter's Mill era uma serraria de propriedade do pioneiro do século XIX, John Sutter, onde o ouro foi encontrado, dando início à Corrida do Ouro na Califórnia, um grande evento da história dos Estados Unidos. Ele estava localizado às margens do rio South Fork American em Coloma, Califórnia, e hoje faz parte do Parque Histórico Estadual Marshall Gold Discovery.

## História
Em 24 de janeiro de 1848, James Wilson Marshall, um carpinteiro originário de Nova Jersey, encontrou flocos de ouro no rio American na base das montanhas de Sierra Nevada perto de Coloma, Califórnia, enquanto trabalhava para construir uma serraria movida a água de propriedade de Col John Sutter. Em 2 de fevereiro de 1848, o Tratado de Guadalupe Hidalgo foi assinado na Cidade do México, que transferiu o sudoeste americano para os Estados Unidos. Quando a notícia sobre o ouro se espalhou, pessoas de todo o mundo se dirigiram para a Califórnia, acelerando a criação de um estado e transformando permanentemente o território. Durante os sete anos seguintes, aproximadamente 300 000 pessoas vieram para a Califórnia (metade por terra e metade por mar) para buscar fortunas na mineração de ouro ou na venda de suprimentos como comida, roupas, burros, madeira, picaretas e pás para os garimpeiros.
Henry Bigler e Azariah Smith, como outros trabalhadores da fábrica, eram veteranos do Batalhão Mórmon e escreveram sobre sua experiência em diários. Bigler registrou a data real em que o ouro foi descoberto, 24 de janeiro de 1848, em seu diário. Essa descoberta de ouro deu início à Corrida do Ouro na Califórnia no ano seguinte.

## Impacto
A descoberta de ouro em Sutter's Mill causou uma grande migração para a Califórnia. Após a descoberta do ouro, a Califórnia mudou drasticamente, passando de 14 000 não nativos para cerca de 85 000 recém-chegados à Califórnia em apenas um ano. Muitos dos estados do leste abandonaram tudo o que estavam fazendo para ir para o oeste na esperança de enriquecer. Houve uma significativa imigração em massa de caçadores de fortuna de muitos países, incluindo cerca de 60 000 imigrantes chineses, 7 000 mexicanos e dezenas de milhares de muitos outros países. Havia cerca de 81 000 recém-chegados em 1849 e outros 91 000 em 1850. Muitos morreram em guerras territoriais por causa de minas e doenças que eclodiram nas cidades porque o saneamento era precário. Pequenos vilarejos e vilas se transformaram em cidades agitadas com todos os tipos de pessoas. As cidades estavam surgindo da noite para o dia em toda a Califórnia, a partir de 1849 no início dos anos 50. A infraestrutura para o número de pessoas que vieram não estava lá. Essas cidades não tinham esgoto, polícia, corpo de bombeiros. Os incêndios eram uma ocorrência regular e destruíram cidades inteiras. A corrida do ouro atraiu imigrantes de todo o mundo, que trouxeram consigo suas várias culturas e valores. Esses imigrantes formaram comunidades por toda a Califórnia e se somaram à rica estrutura que constitui o estado.

## Localização
O site da fábrica está localizado no rio South Fork American. O Parque Histórico Estadual Marshall Gold Discovery está registrado como Marco Histórico da Califórnia número 530. O atual Sutter's Mill é uma réplica do edifício original. Foi construído com base nos próprios desenhos de Marshall e em uma foto do início do dia da fábrica.